# Stereophyllum parvifolium
Stereophyllum parvifolium là một loài Rêu trong họ Stereophyllaceae. Loài này được (Taylor) A. Jaeger miêu tả khoa học đầu tiên năm 1880.